# Puya goudotiana
Puya goudotiana är en gräsväxtart som beskrevs av Carl Christian Mez. Puya goudotiana ingår i släktet Puya och familjen Bromeliaceae. Inga underarter finns listade i Catalogue of Life.